# Jacques Dudon
Jacques Dudon (ur. 23 kwietnia 1951 w Villecresnes) – francuski kompozytor w stroju naturalnym i wynalazca instrumentów. Jest najbardziej znany dzięki wynalezieniu serii instrumentów – dysków fotosonicznych (disque photosonique) w latach 80. XX wieku, które wytwarzają dźwięk z modulowanego światła (źródło światła świeci poprzez pomalowane szklane dyski; powstałe wzory światła są przenoszone przez fotokomórki i zamieniane na napięcie, które następnie może być traktowane jako sygnał dźwiękowy).
Produkcja syntetycznego dźwięku przy użyciu tego sposobu była wykorzystywana w instrumentach „optosonicznych” od początku XX wieku (na przykład w pianinie optotonicznym). Jednak metoda Dudona wyróżnia się generowaniem tonu, który jest produkowany poprzez nakładanie dwóch lub trzech dysków oraz możliwościami, jakie ten sposób daje dla zmian w barwie dźwięku poprzez ręczne spowalnianie jednego lub więcej dysków i w ten sposób wpływanie na kształt fali.    
W latach 70. XX wieku Dudon stworzył 150 instrumentów wodnych o nazwie „aquaphones” (które opisał w swojej książce La Musique De L'eau), w tym „flutabullum”, system transformacji dźwięków fletu poprzez nagrywanie ich pod wodą).
Aktualnie jest przewodniczącym Atelier d'Exploration Harmonique (AEH) w Oasis de Lentiourel w Saint-Affrique na południu departamentu Aveyron, gdzie m.in. organizuje szkolenia (Intonation juste, Sons et Couleurs Harmoniques, Création d'instruments, Zomes Fibonacci itd.) oraz festiwal „Noces harmoniques”.

## Aquavina
Aquavina jest eksperymentalnym instrumentem muzycznym stworzonym przez Jacques’a Dudon.
Jest to rodzaj dulcymeru z Appalachów, ale z obudową metalowego rezonatora częściowo wypełnioną wodą. Osoba grająca na instrumencie będzie ożywiać instrument podczas gry a wynikiem jest stały efekt faz akustycznych  wewnątrz składowej harmonicznej urządzenia.

## Dyskografia
- Dédicace, album 33 t., Tin Pan Alley, 1979, z: Sugar Blue, Larry Corryell, Didier Malherbe, Jean-Philippe Rykiel, Martin St-Pierre, itd.
- Tusk, muzyka do filmu Alejandro Jodorowsky’ego, 1980, dostępna tylko z filmem
- Musique de l'eau, kaseta, 1983, kompozycje akustyczne całkowicie zrealizowane przy pomocy instrumentów wodnych: Bulles harmoniques I et II, Fleurs d'eau, Naïades, Tambours de pluie, Pilippine, Dans les rêves du Petit Poucet itd.
- Lumières audibles, CD, 1996, synteza fotosoniczna, projekt wybrany przez Komitet Ekspertów Regionalnych do spraw tworzenia dźwięku w regionie Prowansja-Alpy-Lazurowe Wybrzeże, osiągnięty z pomocą Rady Regionalnej i DRAC PACA : Sumer, Fleurs de lumière, Hexagrammes
- Gravikords, whirlies & pyrophones, książka wraz z CD, Bart Hopkin, 1996 : Naïades, aquavina – Ellipsis Arts, Nowy Jork
- Bâtons-Bouteilles, 9 minutowy film, 1997, Déna Sardet
- 30 ans d'agitation musicale en France, potrójne CD, Ed. SPALAX, 1997 : Érosion distillée (1969) & Langues de feu (extr. de „Sumer”, 1992)
- J.I.M.'98, extraits des créations, CD, 1998 : Estrangetés & Arabesques (32 min 17 s) & „L'Appel des Elfes” (7 min 35 s)
- Noces harmoniques 2001, CD, 2001 : improwizacje wraz z: Tara, Yannick Grazzi, Alexandre Bartos.